# 西尾鉄也
西尾 鉄也（にしお てつや、男性、1968年6月23日 - ）は、日本のアニメーター、キャラクターデザイナー。愛知県出身。株式会社プロダクション・アイジー取締役。

## 経歴
中学時代からアニメーションに興味を持ち、愛知県立旭丘高等学校（39期生）で映画研究部に所属。東京デザイナー学院名古屋校（現・名古屋デザイナー学院）卒業後、上京して学校に紹介されたアニメスタジオをいろいろ回るが、面接で惨敗。唯一認めてくれたスタジオアニメ・スポットに入る。
初めて動画として参加した『おそ松くん』からスタジオぴえろのフジテレビ土曜18時半放映枠の番組に連続して参加し、『幽★遊★白書』ではアニメスポット担当回の原画の主力となる。
1995年には同枠のTVシリーズ『NINKU -忍空-』でキャラクターデザインを担当。またそれに先立ち、前年にイベント上映用に制作された『NINKU ナイフの墓標』で初キャラクターデザイン、初作画監督を経験している。
その後、1996年の『みどりのマキバオー』からフリーとなる。
2000年、映画『人狼 JIN-ROH』にキャラクターデザイナーと作画監督として参加。デザイン作業は、先に沖浦のラフがあったキャラクターはそれを元に沖浦と相談しながら進めた。その他はすべて西尾のオリジナルである。また映画公開までの期間に、Production I.GのHPで「週刊少年ひとおおかみ」のタイトルで、『人狼』の内輪話を描いたデフォルメキャラによるイラストエッセイを連載。
以降はProduction I.Gを活動の拠点とし、その看板クリエイターの一人となる。I.Gでは長年執行役員待遇を受けていたが、2020年の役員異動に伴って取締役に昇任した。

## 人物
1980年代よりアニメーターとして活動を続け、原画、作画監督、キャラクターデザインと、手がけた代表作は数多い。なかでもアニメ「NARUTO-ナルト-」シリーズのキャラクターデザインや作画の仕事で世に広く知られている。また東京アニメアワード2009 キャラクターデザイン賞を受賞するなど、西尾が生み出す絵は高い評価を受けている。
押井守監督が絶賛するアニメーターの一人で、沖浦啓之、黄瀬和哉とともにProduction I.G作画三大神と呼ばれる。
押井からは「動きに責任をとるタイプの作監」と評されている。
本人は男性だが、自画像はショートヘアの少女として描かれることが多い。自画像のモデルは『人狼 JIN-ROH』の冒頭に登場するテロリスト「阿川七生」で、ファンから「ジバクちゃん」の愛称で呼ばれている少女のキャラクター。
I.Gのホームページ上やテレビ番組などで、筆ペンやコピックを使用したイラストコラムも発表している。
正統的なスタイルの作画できっちりと動かし、なおかつ、パンチが効いているというのが彼の作画の魅力。リアルで硬質な絵を得意とする一方で、正反対のキッズアニメでもその手腕を発揮する。男性キャラの見事な描きっぷりのため"オヤジアニメーター"と呼ばれているが、一方で可愛らしいデフォルメキャラも披露するなど、幅広い画風も持ち味。ドラマに興味がないので演出志向を持たず、アニメーター一筋。女の子を描くのに興味がないのかと言われるが、自身のフェティシズムが表に出てそれを見透かされるのが嫌なだけだという。一方でジバクちゃんのようなデフォルメキャラは一種の芸なので平気だと言い、むしろリアル頭身ばかり描いていると時々ああいうものも描きたくなるとのこと。
アニメーターを志したきっかけは小学生の時に見た『機動戦士ガンダム』。それまでも普通の子供並みにアニメは見ていたが、いわゆる「TVマンガ」としてであり、「松本零士のアニメは松本零士自身が作っているんだろう」という一般人と同程度の認識だった。それが同世代の多くと同じように"ファーストガンダムインパクト"を受けたことでアニメーターという職業を知り、興味を持った。
その前は、水島新司と藤子不二雄の漫画にハマっていて、大学ノートに野球漫画ばかり描いていた。
『御先祖様万々歳!』のうつのみや理のリアルな作画に衝撃を受け、傾倒していった。それまでは「金田系」（金田伊功）を模索していた時期もあったが、『御先祖様万々歳!』のうつのみやから受けたのは他とは比較にならない、筆舌に尽くしがたい程のショックだったという。直接一緒に仕事をしたのも数本だけで、手取り足取り教えてもらったわけではないが、作画思想に大きな影響を受けた。具体的には、動き、キャラクターのポーズから水などのエフェクトに至るまですべてを画で描けているというところ。撮影処理やブラシで誤魔化すのではなく、線で描けるものはとにかく全部描いていて、しかも難なく描いているように見えるところが素晴らしいと語っている。しかし、同じリアル作画系でも磯光雄や大平晋也などのより生々しい方向には行かなかった。
『うる星やつら2 ビューティフル・ドリーマー』以来の押井守ファン。『王立宇宙軍 オネアミスの翼』や『トップをねらえ!』のオールドガイナックス作品のファン。1960年代の日本アート・シアター・ギルド作品、アジア中心の無国籍な世界観、時代劇が好き。

## エピソード
使っている鉛筆はHBと3H。
NINKU -忍空-
参加の際に西尾は事前に「透過光等の特殊効果に頼らずに、スピード・迫力を細かくリアルに描写する」「原作の様に色調の陰影ではなく、しわで表情を表現し、目のハイライトは描かない」「他のアニメーターも作画がやりやすくするために、線を減らしてディテールより動きを重視する」「髪型・ファッションは奇抜なものではなく、現実でも実際にありえるものにする」とデザイン・作画面のコンセプトを固めていったがキャラクターの書き分けに苦労し、髪型・コスチュームは「Olive」「ヘアカタログ」等のファッション雑誌で研究しながらデザインを開発していった。
美術設定の面でも、西尾個人の趣味である「無国籍風」を意識して、「周囲の建物が地中海風で、メインキャラクターと会うのが中国人」等アンバランスな違和感を出したイメージボードを自発的に何度もプレゼンしていた。
OPの原画・動画の全ての作画作業を、『ミニパト』では一部を除いて全ての作画作業を一人で行ったという逸話がある。
アニメオリジナルキャラのアレクのキャラクターデザインは、ゲーム『ポポロクロイス物語』のムービーで見た福島敦子デザインのピエトロ王子をベースとしている。後に『ポポロクロイス物語II』で原画と作画監督を担当し、ピエトロ王子を描くことになる。
十二支になぞらえた干支忍12人を全部出せなかったのが心残り。アニメの時点ではまだ原作漫画では出揃っていなかったため、オリジナルの干支忍たちを描いて監督にアピールしたが、原作との兼ね合いもあって実現しなかった。
キャラクターデザインに関して、「ジャンプ」アニメでは業界の常識である編集サイドや原作者からの厳しい注文が一切なかった。
西尾は「シナリオの展開・キャラクターがほぼアニメオリジナルなので、原作を自分の趣味の世界に引っ張り込むことすら、簡単に許してもらえた」と振り返っている。
NARUTO -ナルト-
キャラクターデザイナーを担当した。クレジットは、鈴木博文との連名になっている。最初、西尾はメインキャラクターだけを担当するはずだったが、キャラクターの数が多いのでそれ以外も手掛けることになった。担当は敵・味方といった区分で分けているわけではなく、単純に数を2等分している。また、続編『NARUTO -ナルト- 疾風伝』『BORUTO ボルト -NARUTO THE MOVIE-』ではキャラクターデザインだけでなく、作画監督も務めた。
アニメ化の際には、西尾を絵の師匠としてリスペクトしていると話す原作者の岸本斉史が直接彼をキャラクターデザイナーに指名し、決まった時は夢のようだったと語っている。世界的に売りたいという思いがあった岸本は、映画『人狼 JIN-ROH』などで世界的にも知られる西尾のラインでキャラクターデザインをやってもらえれば、外国の人々にも親しんでもらえるのではないかと思ったという。

## 参加作品

### TVアニメ
- 新・おそ松くん（1988〜1989） 動画
- 平成天才バカボン（1990年） 動画（11話、20話、28話、30話、34話、37話、41話）
- ちびまる子ちゃん（1990〜1992年） 動画検査（64話、80話、110話）・動画（02話、10話、20話、33話、43話、53話、58話）
- 笑ゥせぇるすまん（1990年） 原画
- 八百八町表裏 化粧師（1990〜1991年） 原画
- おれは直角（1991年） 原画（14話、19話、24話、28話、33話、36話）・動画チェック（04話）
- 少年アシベ（1991年） 原画
- まじかる☆タルるートくん（1990〜1992年） 原画
- 丸出だめ夫（1991〜1992年） 原画
- 幽☆遊☆白書（1992〜1995年） 原画（OP2、02話、09話、14話、19話、26話、33話、43話、49話、56話、62話、70話、86話、92話）
- NINKU -忍空-（1995〜1996年） キャラクターデザイン・作画監督（07話[注 3]、15話、50話）・原画（OP、ED、13話、41話、48話、50話）
- バーチャファイター（1995〜1996年） 原画（OP）
- みどりのマキバオー（1996〜1997年） OPアニメーション
- 彼氏彼女の事情（1998〜1999年） 原画（OP）
- GTO（1999〜2000年） 原画（OP1）
- ワイルドアームズ トワイライトヴェノム（1999〜2000年） 原画（OP）
- メダロット（1999〜2000年） 原画（02話、09話、23話、26話、47話、52話）
- テイルズ オブ エターニア THE ANIMATION（2001年） 原画（OP）
- NARUTO -ナルト-（2002〜2007年） キャラクターデザイン・タイトルデザイン（OP9）・原画（OP5）
- 妄想代理人（2004年） 原画（08話）
- 攻殻機動隊 S.A.C. 2nd GIG（2004〜2005年） キャラクターデザイン・作画監督（OP、14話、26話）・原画（OP、24話、26話）・絵コンテ/演出（OP）
- 風人物語（2004年） 原画（OP）
- お伽草子（2004年） 原画（OP2）
- エレメンタル ジェレイド（2005年） 原画（OP）
- 交響詩篇エウレカセブン（2005〜2006年） 原画（OP3）
- 精霊の守り人（2007年） 原画（パイロットムービー）
- NARUTO -ナルト- 疾風伝（2007年〜2017年） キャラクターデザイン・作画監督（OP19(687話〜699話)、OP20）・総作画監督（699話）・原画（OP3、ED4、305話、OP18、ED40）・題字（511〜515話）・イラストレーション（ED40(720話)）
- スッキリ!!・クロラ The Sukkiri Crawlers（2008年） 絵コンテ・演出・作画
- RD 潜脳調査室（2008年） 原画（26話）
- ミチコとハッチン（2008〜2009年） 原画（OP、16話）
- 戦国BASARA（2009年） 原画（OP）
- 東のエデン（2009年） 作画（OP、ED）・原画（11話）
- 君に届け 2ND SEASON（2011年）・原画（06話）
- よんでますよ、アザゼルさん。（2011年） 原画（06話、13話）
- BLOOD-C（2011年） 原画（OP、12話）
- うさぎドロップ（2011年） 原画（10話）
- 輪るピングドラム（2011年） 原画（24話）
- よんでますよ、アザゼルさん。Z （2013年） 原画（13話）
- 純潔のマリア（2015年） 作画監督（06話）・原画（OP、03話）
- 進撃!巨人中学校（2015年） 作画監督/原画（OP）
- ハイキュー!! セカンドシーズン （2016年） 絵コンテ/演出/原画（ED2）
- BORUTO-ボルト- NARUTO NEXT GENERATIONS（2017年） キャラクターデザイン・作画監督（OP1）・原画（OP1、OP2）
- 魔法陣グルグル（2017年） 原画（OP、9話、19話、23話）
- PSYCHO-PASS サイコパス 3 （2019年） （OPディレクター）
- 真・中華一番！（2019年） 劇中文字
- 怪獣8号（2024～2025年） キャラクターデザイン・総作画監督・作画監督（1話）

### OVA・Webアニメ
- THE八犬伝［新章］（1993〜1995年） 原画（03話、06話、07話）
- フリクリ（2000〜2001年） 原画（01話、02話、03話、05話、06話）
- .hack//Liminality（2002年） 原画（01話）
- 鴉 -KARAS-（2005〜2007年） 原画（OP）
- 攻殻機動隊 STAND ALONE COMPLEX Solid State Society（2006年）  キャラクターデザイン・原画（OP）
- 攻殻機動隊ARISE（2013〜2014年） サブキャラクターデザイン（01話）・作画監督（01話、03話）・原画（01話、02話、03話、04話）
- 日本アニメ（ーター）見本市 「三本の証言者」（2015年） 作画監督補佐
- ヴァンパイア・イン・ザ・ガーデン（2022年） キャラクターデザイン・総作画監督

### 映画
- 幽☆遊☆白書（1993年） 原画
- 幽☆遊☆白書 冥界死闘篇 炎の絆（1994年） 作画監督
- 劇場版 NINKU -忍空-（1995年） キャラクターデザイン・作画監督
- 人狼 JIN-ROH（2000年） キャラクターデザイン・作画監督・原画・レイアウトチェック
- BLOOD THE LAST VAMPIRE（2000年） 作画監督協力・原画
- カウボーイビバップ 天国の扉（2001年） 原画（OP）
- ミニパト（2002年） キャラクターデザイン・作画・原画（OP）
- 猫の恩返し（2002年） 原画
- 千年女優（2002年） 原画
- イノセンス（2004年） サブキャラクターデザイン・銃器設定・作画監督・原画
- スチームボーイ（2004年） 原画
- 劇場版 NARUTO -ナルト- 大活劇!雪姫忍法帖だってばよ!!（2004年） キャラクターデザイン・原画
- space station No.9（2005年） 原画
- 劇場版 NARUTO -ナルト- 大激突!幻の地底遺跡だってばよ（2005年） キャラクターデザイン・作画監督・原画
- 立喰師列伝（2006年） キャスト イラスト
- 劇場版 NARUTO -ナルト- 大興奮! みかづき島のアニマル騒動だってばよ（2006年） キャラクターデザイン・原画
- ゲド戦記（2006年） 原画
- 劇場版 NARUTO -ナルト- 疾風伝（2007年） キャラクターデザイン・原画・ED題字
- スカイ・クロラ The Sky Crawlers（2008年） キャラクターデザイン・作画監督・原画
- 劇場版 NARUTO -ナルト- 疾風伝 絆（2008年） キャラクターデザイン・原画
- 宮本武蔵 -双剣に馳せる夢-（2009年） イラストレーション
- ヱヴァンゲリヲン新劇場版:破（2009年） 原画
- 劇場版 NARUTO -ナルト- 疾風伝 火の意志を継ぐ者（2009年） キャラクターデザイン・原画 エンディング原画
- テイルズ オブ ヴェスペリア（2009年） 原画
- 劇場版 NARUTO -ナルト- 疾風伝 ザ・ロストタワー（2010年） キャラクターデザイン・エンディング原画
- 劇場版 戦国BASARA -The Last Party-（2011年） 原画
- 鬼神伝（2011年） キャラクターデザイン
- 劇場版 NARUTO -ナルト- ブラッド・プリズン（2011年） キャラクターデザイン
- ももへの手紙（2012年） 原画
- 劇場版 BLOOD-C The Last Dark（2012年） 原画・題字
- ROAD TO NINJA -NARUTO THE MOVIE-（2012年） キャラクターデザイン
- ヱヴァンゲリヲン新劇場版:Q（2012年） 原画
- ジョバンニの島（2014年） 原画
- THE LAST -NARUTO THE MOVIE-（2014年） キャラクターデザイン・総作画監督・作画監督・原画
- 百日紅 〜Miss HOKUSAI〜（2015年） 原画
- BORUTO -NARUTO THE MOVIE-（2015年） キャラクターデザイン・総作画監督・作画監督・原画
- 同級生（2016年） 原画
- ひるね姫 〜知らないワタシの物語〜（2017年） 原画
- シン・エヴァンゲリオン劇場版（2021年） 原画
- 鹿の王 ユナと約束の旅（2022年）原画

### ゲーム
- 美少女戦士セーラームーン（1994年） 作画監督
- ポポロクロイス物語II（2000年） 作画監督・原画
- サモンナイト2（2001年） 原画
- .hack//感染拡大（2002年） 原画
- WILD ARMS Advanced 3rd（2002年） 原画
- ドラベース2 熱闘ウルトラスタジアム（2009年）　原画
- アスラズ ラース 『第11．5話「あの力はまずい」』（2012年） 原画

### イベント
- Virtua Fighter（1993年） 原画
- NINKU -忍空- ナイフの墓標（1994年） キャラクターデザイン・作画監督・原画
- NARUTO -ナルト- 紅き四つ葉のクローバーを探せ（2002年） キャラクターデザイン
- NARUTO -ナルト- 滝隠れの死闘 オレが英雄だってばよ！（2003年） キャラクターデザイン

### テレビ番組
- テレビ朝日 2005年プロ野球中継OPアニメーション（2005年） 原画
- アストロ球団 (テレビドラマ)|アストロ球団（2005年） 絵コンテ/作画（OP）
- 宝探しアドベンチャー 謎解きバトルTORE! （2011〜2013年） ファラ男デザイン
- コンテンツビジネス最前線 ジャパコンTV（2011〜2012年） 原画（OP)

### ミュージック・ビデオ
- GLAY「Je t'aime」（2010年） キャラクターデザイン・絵コンテ・演出・作画監督・原画

### CM
- J-SKY ステーション（時期不明） キャラクターデザイン

## 著作物

### 漫画
- にしお てつや (著)『マンガ源氏物語 桐壺の巻』（一橋出版、1987年12月1日） - ISBN：978-4-89196-994-3
- 神山健治 (原作)、西尾鉄也 (漫画)『DIRTY MINCE』（日経BPムック『プロダクションI.Gマガジン』掲載、2005年） - 読み切り漫画（未単行本化）
- 西尾鉄也 (著)『西尾鉄也の明日にはきっとあがります』（スタイル社『月刊アニメスタイル』連載、2011年〜2012年） - 未単行本化。
- 押井守  (著)、西尾鉄也 (著)『わんわん明治維新』（徳間書店リュウコミックス、2011年12月13日） - ISBN：978-4199502804

### 絵本
- でいず (文)、押井守 (監修)、西尾鉄也 (絵)『汎ちゃんの玉―2005年愛知万博「めざめの方舟」』（ビーネクスト、2005年4月1日） - ISBN：978-4906069392

### 画集
- ティー・オーエンタテインメント『edge - a collection of painitngs -』（TOブックス、2007年6月1日） - ISBN：978-4990174811
- 西尾鉄也 (著)、アニメスタイル編集部 (編集)『西尾鉄也画集』（スタイル、2016年9月26日） - ISBN：978-4902948189

### イラストエッセイ
- 『JIN-ROH SPECIAL COMIC 週刊少年ひとおおかみ 西尾鉄也 画集』 - 非売品。映画『人狼 JIN-ROH』上映時にProduction I.Gのホームページで連載された後、DVD発売時に一部店舗で特典としてカラー化された小冊子が配布された。
- 『ふぁみ&なみ おたのしみはコレかもね!?』（2001年4月〜2005年4月） - CSファミリー劇場で放映中の番組を紹介するイラストエッセイ。情報番組「ファミナビ」内で放送されたほか、ファミリー劇場HPにも掲載されていた。

### 同人誌
- 『犬からの手紙シリーズ』 - イラスト、漫画、インタビュー等が掲載された。

## イラスト・デザイン提供
- 雑誌『エース特濃Vol.7』（KADOKAWA『月刊少年エース』2004年5月号増刊） - 表紙イラスト。
- DVD『押井守シネマ・トリロジー 初期実写作品集』 - ジャケットイラスト他。
- 押井守 (著)『勝つために戦え!』『勝つために戦え!〈監督篇〉』 - イラスト。
- 石川晶康 (著)『教科書よりやさしい日本史』（旺文社、2010年7月24日） - イラスト。
- アニメ『BLOOD+』 - 携帯公式サイト壁紙イラスト。
- アニメ制作会社「ガイナックス」ホームページ - フリクリイラスト。
- 映画『立喰師列伝』 - SDイラスト。
- ドラマ『ケータイ捜査官7』 - SDイラスト。
- アニメ『NARUTO -ナルト- 疾風伝』 - エンディング4期ゲストイラスト。
- 小説『スカイ・クロラシリーズ』 - 文庫本表紙イラスト。
- トークイベント「Howling in the Night2009〜押井守、《戦争》を語る」 - イラスト。
- 映画『宮本武蔵 -双剣に馳せる夢-』 - イラスト。
- ハンバーガー『「スッキリ!!」辛テリーヤキバーガー』（日本テレビ「スッキリ!!」とモスバーガーのコラボ商品） - 辛テリーシール、特製Tシャツの作画。
- 渡辺憲司、加藤十握、小林実、児玉朝子 (著)『標準問題精講国語特別講義 読んでおきたいとっておきの名作25』（旺文社高校国語参考書、2015年7月25日） - 巻頭イラスト。